# Burnaby East (circonscription britanno-colombienne)
Pour les articles homonymes, voir Burnaby (homonymie).
Circonscription électorale provinciale du Canada
Burnaby East (auparavant Burnaby-Lougheed (2009-2024)) est une circonscription provinciale de la Colombie-Britannique représentée à l'Assemblée législative de la Colombie-Britannique depuis 2009.

## Géographie
En 2020, la circonscription représente la partie nord-est de la ville de Burnaby.

## Liste des députés
| Législature                                                                            | Années                                                                                 | Député                                                                                 | Député                                                                                 | Parti                                                                                  |
| Burnaby-Lougheed Circonscription issue de Burnaby-Edmonds, Burnaby North et Burquitlam | Burnaby-Lougheed Circonscription issue de Burnaby-Edmonds, Burnaby North et Burquitlam | Burnaby-Lougheed Circonscription issue de Burnaby-Edmonds, Burnaby North et Burquitlam | Burnaby-Lougheed Circonscription issue de Burnaby-Edmonds, Burnaby North et Burquitlam | Burnaby-Lougheed Circonscription issue de Burnaby-Edmonds, Burnaby North et Burquitlam |
| -------------------------------------------------------------------------------------- | -------------------------------------------------------------------------------------- | -------------------------------------------------------------------------------------- | -------------------------------------------------------------------------------------- | -------------------------------------------------------------------------------------- |
| 39e                                                                                    | 2009–2013                                                                              |                                                                                        | Harry Bloy (en)                                                                        | Libéral                                                                                |
| 40e                                                                                    | 2013–2017                                                                              |                                                                                        | Jane Shin (en)                                                                         | Néo-démocrate                                                                          |
| 41e                                                                                    | 2017–2020                                                                              |                                                                                        | Katrina Chen (en)                                                                      | Néo-démocrate                                                                          |
| 42e                                                                                    | 2020–2024                                                                              |                                                                                        | Katrina Chen (en)                                                                      | Néo-démocrate                                                                          |
| Burnaby East                                                                           |                                                                                        |                                                                                        |                                                                                        |                                                                                        |
| 43e                                                                                    | 2024–en cours                                                                          |                                                                                        | Reah Arora (en)                                                                        | Néo-démocrate                                                                          |

## Résultats électoraux

Frontière de la circonscription en 2015.